# Afrikamesterskabet i håndbold 1979 (mænd)
Afrikamesterskabet i håndbold 1979 for mænd var den tredje udgave af Afrikamesterskabet i håndbold for mænd. Turneringen havde deltagelse af 8 hold. Turneringen blev afholdt i 1979 fra den 20. til 31. juli i den congolesiske hovedstad Brazzaville af Confédération Africaine de Handball (CAHB). Otte hold kvalificerede sig til finalen.
Tunesien vandt turneringen ligesom i 1974 og 1976; mens andenpladsen gik til Egypten, tredjepladsen til Algeriet. Fjerdepladsen gik til Folkerepublikken Congo, femtepladsen til Cameroun, og sjettepladsen til Togo. Efter dem fulgte Elfenbenskysten og Nigeria på hhv. 7 og 8.-pladsen.
Med denne succes kvalificerede Tunesien sig til den olympiske håndboldturnering i 1980 i Moskva; men da landet sammen med 63 andre lande valgte at boykotte legene, deltog Algeriet i stedet for som afrikas repræsentant i turneringen.

## Placeringer
| Plac.  | Hold                   | Kommentar                                                                              |
| ------ | ---------------------- | -------------------------------------------------------------------------------------- |
| Guld   | Tunesien               | I finalen besejrede Tunesien, Egypten med 21:17.                                       |
| Sølv   | Egypten                | I finalen besejrede Tunesien, Egypten med 21:17.                                       |
| Bronze | Algeriet               | I kampen om 3.-pladsen besejrede den algeriske vært, Folkerepublikken Congo med 26:24. |
| 4.     | Folkerepublikken Congo | I kampen om 3.-pladsen besejrede den algeriske vært, Folkerepublikken Congo med 26:24. |
| 5.     | Cameroun               |                                                                                        |
| 6.     | Togo                   |                                                                                        |
| 7.     | Elfenbenskysten        |                                                                                        |
| 8.     | Nigeria                |                                                                                        |